# Neoscona arabesca
Neoscona arabesca är en spindelart som först beskrevs av Charles Athanase Walckenaer 1842.  Neoscona arabesca ingår i släktet Neoscona och familjen hjulspindlar. Inga underarter finns listade i Catalogue of Life.